# Palazzo d'Europa
Il Palazzo d'Europa (in francese: Palais de l'Europe) è un edificio ubicato a Strasburgo, Francia, che funge da sede del Consiglio d'Europa sin dal 1977 quando sostituì la "Casa d'Europa". Tra il 1977 e il 1999 fu anche la sede di Strasburgo del Parlamento europeo.

## Precedenti e storia
Le prime assemblee del Consiglio d'Europa avevano luogo solitamente nel sontuoso edificio, risalente agli anni 1880, dell'Università di Strasburgo, l'ex Kaiser-Wilhelms-Universität. Tra il 1950 e il 1977, ebbero luogo in un edificio provvisorio di cemento dall'architettura puramente funzionale, la Casa d'Europa (Maison de l'Europe), che sorgeva dove ora c'è il prato che conduce al Palazzo d'Europa. L'architetto di questo edificio era Bertrand Monnet.
La prima pietra del Palazzo d'Europa fu posata il 15 maggio 1972 dal politico svizzero Pierre Graber. L'edificio, progettato dall'architetto Henry Bernard, fu inaugurato il 28 gennaio 1977.
Fu costruito sul sito di un campo da tennis che era stato inaugurato negli anni 1930 ed utilizzato anche per fungere da pista di ghiaccio in inverno.

## Progetto

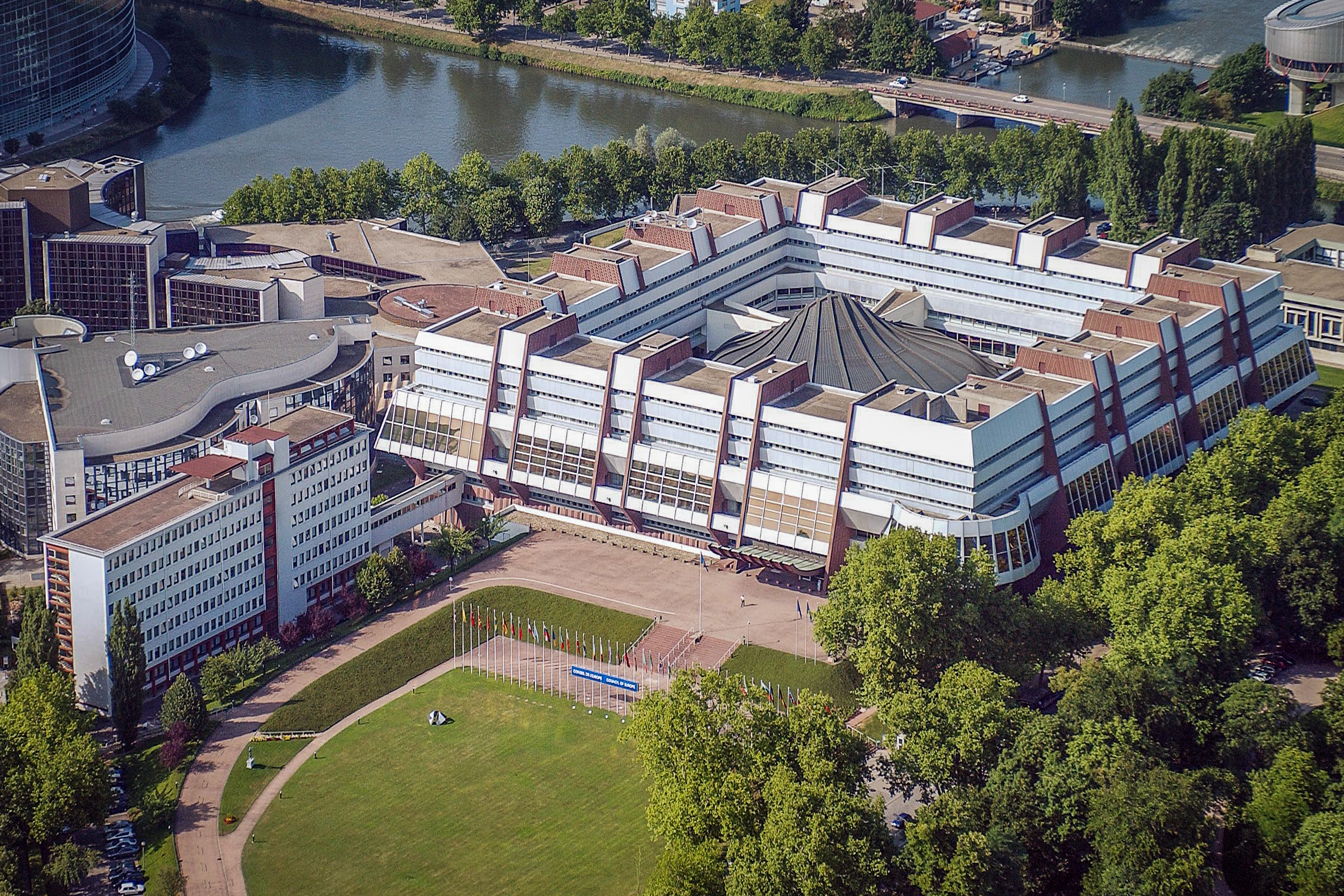
Veduta aerea del Palazzo d'Europa

Il Palazzo d'Europa è di forma quadrata, 106 metri su ciascun lato, con un'altezza di 38 metri (nove piani). La sua area calpestabile totale è di 64.000 metri quadrati. Ha 17 sale riunioni e un migliaio di uffici per il personale del segretariato del Consiglio d'Europa. L'esterno dell'edificio è rosso, argento e marrone. Il Palazzo d'Europa è ubicato nel "Quartiere Europeo" di Strasburgo, circa due chilometri a nord-est della Grande Île.
Dal di fuori, il Palazzo d'Europa assomiglia ad una fortezza, poiché le file delle finestre sono disposte come feritoie. La camera del Parlamento è coperta da una gigantesca cupola e assomiglia ad un'enorme conchiglia.

## Occupanti
Il Comitato dei Ministri, normalmente rappresentati dai Vice ministri, si riunisce in una sala circolare che sporge da un angolo dell'ala orientale dell'edificio. L'Assemblea parlamentare del Consiglio d'Europa usa la grande aula per i dibattiti al centro dell'edificio, chiamata l'Emiciclo, famosa per la sua insolita architettura. Anche il Congresso del Consiglio d'Europa tiene le sue sessioni plenarie nell'Emiciclo. Il Palazzo d'Europa accoglie anche la parte del Segretariato del Consiglio d'Europa, compreso l'ufficio privato del Segretario generale del Consiglio d'Europa.
Fino al 1999, l'edificio ospitava anche le sessioni plenarie del Parlamento europeo (un'istituzione dell'Unione europea, che è distinto dal Consiglio d'Europa). Il Parlamento europeo ora ha il suo edificio, l'Immeuble Louise Weiss, dall'altra parte del fiume Ill.